# Yahoo! Finance
Yahoo! Finance là một tài sản truyền thông là một phần của mạng lưới Yahoo!. Nó cung cấp tin tức tài chính, dữ liệu và bình luận bao gồm báo giá cổ phiếu, thông cáo báo chí, báo cáo tài chính và nội dung gốc. Nó cũng cung cấp một số công cụ trực tuyến để quản lý tài chính cá nhân. Ngoài việc đăng nội dung đối tác từ một loạt các trang web khác, nó còn đăng các câu chuyện gốc của đội ngũ các nhà báo nhân viên của mình.
Kể từ tháng 6 năm 2017, Yahoo!Finance là một phần của Oath, bộ phận truyền thông của Verizon. Đây là trang web tin tức kinh doanh lớn nhất ở Hoa Kỳ theo lưu lượng truy cập hàng tháng.

## Lịch sử phát triển
Trong phần giới thiệu về một cuộc phỏng vấn năm 2009 với Forbes.com, cựu tổng giám đốc Nathan Richardson được cho là đã xây dựng "doanh thu hàng năm từ 10 triệu đô la đến 110 triệu đô la và mở rộng các đối tác nội dung của trang web từ 10 lên 200. Năm 2005, Nhà đầu tư tổ chức xếp hạng [Richardson] người có ảnh hưởng nhất trong tài chính trực tuyến. " Trong cuộc phỏng vấn, Richardson đã mô tả quá trình xây dựng các mô-đun thông tin tài chính và tạo ra một "con hào" xung quanh nội dung (để giữ khách truy cập bám sát trang web).

## Sự công nhận
Vào tháng 1 năm 2014, Yahoo! Finance được đặt tên là trang web số 1 "được ủng hộ bởi những người Cộng hòa từ 18 tuổi trở lên với thu nhập hộ gia đình hàng năm từ 100.000 đô la trở lên" bởi tổ chức truyền thông bảo thủ Newsmax, dựa trên số lượng người xem được theo dõi bằng dịch vụ nghiên cứu của ComScore Plan Metrix.

## Nhân vật quan trọng
- Joanna Lambert, Tổng giám đốc (2018 - hiện tại)[4]